# 上野俊樹
上野 俊樹 （うえの としき、1942年9月30日 - 1999年5月5日）は、日本の経済学者。経済学博士（立命館大学・1992年）。立命館大学名誉教授。

## 経歴
大阪市西成区出身。大阪府立天王寺高等学校を経て、1968年早稲田大学第一政経学部卒業。1973年大阪市立大学大学院経済学研究科博士課程単位取得退学、立命館大学助教授、1983年教授。1992年「アルチュセールとプーランツァス」で立命館大学より経済学博士の学位を取得。膵臓癌にて死去（享年56）。没後名誉教授。子の上野虎介の名前は、蜷川虎三の「虎」と上野の師匠である見田石介の「介」をとって名づけられた。
研究分野は、イデオロギー論、現代資本主義論、国家論、民族理論など。早大時代は、堀口健治元早稲田大学副学長らと　平和と民主主義確立のため奮闘し、学館管理問題で一部過激派により政経学部長室が封鎖されたとき、解除した。
土曜会という学閥を形成し、立命館大学などから京都大学・大阪市立大学などの大学院に弟子を進学させ、多くの大学教員の育成に貢献した。見田石介の弟子の一人であり、判読しにくい彼の原稿を読まされたり、彼の死判明の夜、棺桶の横で一夜を明かした。見田石介著作集編纂時に、その解説を、鈴木茂（哲学専攻）と分担執筆した。

## 著書
- 『経済学とイデオロギー 経済学史の方法をめぐって』有斐閣 1982
- 『アルチュセールとプーランツァス』新日本出版社 1991
- 『上野俊樹著作集』全5巻　文理閣、2002-03

第1巻　経済学とイデオロギー
第2巻　経済学の危機を超えて
第3巻　構造主義とマルクス主義 アルチュセールとプーランツァス
第4巻　社会科学の最前線へ 国家・民族・イデオロギー
第5巻　資本の生命力と矛盾 20世紀資本主義をこえて

### 共編著
- 『現代の国家独占資本主義』鈴木健共編 大月書店 1987
- 『現代資本主義をみる目』清野良栄共編 文理閣 1993

## 論文
- Cinii